# Elisabeth von Rantzau

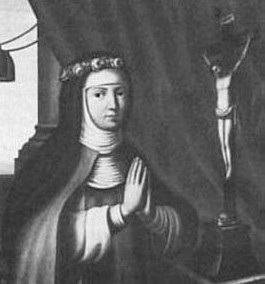
Elisabeth von Rantzau im Habit der Annunziatinnen

Hedwig Margarethe Elisabeth von Rantzau, meist einfach Elisabeth von Rantzau, Ordensname Maria Elisabeth (* 1624; † 1706 in Hildesheim), ist die Gründerin des Klosters Klein Bethlehem der Annunziatinnen in Hildesheim.

## Werdegang
Elisabeth war eine Tochter von Gerhard Rantzau, Statthalter des dänischen Königs in Holstein aus dem Adelsgeschlecht von Rantzau, und seiner zweiten Frau Dorothea von Brockdorff. Der Vater starb, als sie drei, die Mutter, als sie sechs Jahre alt war. Im Alter von zwölf Jahren wurde sie 1636 mit ihrem 27-jährigen Cousin Josias Rantzau verheiratet (ihre Großväter waren Brüder). Dieser war Soldat und Heerführer in verschiedenen Armeen des Dreißigjährigen Kriegs. Im Jahr vor der Eheschließung war er in französische Dienste getreten, wo er später zum Marschall von Frankreich aufstieg.
In Paris begegnete Elisabeth von Rantzau dem Katholizismus. Besonders beeindruckte sie die Begegnung mit dem Gründer der Barmherzigen Schwestern, dem heiligen Vinzenz von Paul. 1644 trat sie zur katholischen Kirche über. Ihr Mann folgte ihr ein Jahr später.
Josias Rantzau starb nach wechselnden Schlachtenschicksalen 1650 in Paris. Die Ehe war kinderlos geblieben und das Heimatgut Bothkamp durch Misswirtschaft verloren.
Elisabeth trat 1652 in Paris den Annunziatinnen bei. Im dortigen Kloster legte sie die Ordensgelübde ab und wurde wenig später Priorin. Über fünf Jahrzehnte zeichnete sie sich im Ordensleben durch Klugheit, Tätigkeit und Frömmigkeit aus.

## Klein Bethlehem
Um 1660 richtete sich ihr Interesse auf eine Klostergründung in Norddeutschland. In Hildesheim, das fürstbischöfliche Residenzstadt war, schien dieser Plan am ehesten realisierbar. Beim lutherischen Stadtrat und bei der Bevölkerungsmehrheit stieß er jedoch auf Widerstand. Auch praktische und finanzielle Fragen mussten gelöst werden. 1666 wurde der Konvent errichtet, aber erst 1668 konnte aus dem Besitz des Michaelisklosters ein Haus an der Westseite der heutigen Klosterstraße in unmittelbarer Nähe der Michaeliskirche erworben werden. Die Schwestern nannten es Klein Bethlehem; sie verstanden sich und die bei ihnen Aufgenommenen als Hausgenossinnen des Jesuskindes.

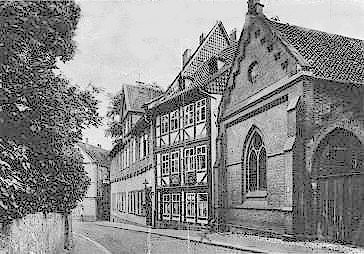
Klein Bethlehem an der Klosterstraße in Hildesheim um 1900

Das Kloster wurde von Niels Stensen gefördert und von Herzog Johann Friedrich von Braunschweig-Lüneburg und anderen Konvertiten aus dem norddeutschen Adel, darunter Elisabeths Vetter Christoph von Rantzau, finanziell unterstützt. Adlige Konvertitinnen, die wegen ihres Religionswechsels den Familienrückhalt verloren hatten, fanden hier Aufnahme.
Hundert Jahre nach Elisabeth von Rantzaus Tod wurde das Kloster säkularisiert. Mitte des 19. Jahrhunderts erwarben die Barmherzigen Schwestern die Gebäude und richteten hier ein Kinderheim ein, das weiterhin den Namen Klein Bethlehem trug. Bei der Zerstörung Hildesheims am 22. März 1945 wurde der gesamte Komplex vernichtet und später nicht wieder aufgebaut.
Nach Elisabeth von Rantzau ist die Elisabeth-von-Rantzau-Schule in Hildesheim benannt.